# Fairfield Bay
Fairfield Bay es una ciudad situada en los condados de Van Buren y Cleburne, Arkansas, Estados Unidos. Según el censo de 2020, tiene una población de 2108 habitantes.
La población de la parte de la ciudad en el condado de Van Buren la convierte en la ciudad más grande del condado.
La ciudad, localizada a las orillas del lago Greers Ferry, es un popular destino turístico y alberga el Fairfield Bay Resort, el primero de los hoteles de la compañía Fairfield Resorts, propiedad de la cadena Wyndham.

## Geografía
La localidad está ubicada en las coordenadas 35°36′4″N 92°15′58″O / 35.60111, -92.26611 (35.601101, -92.266208). De acuerdo a la Oficina del Censo de los Estados Unidos, la ciudad tiene un área total de 39.69 km², de los cuales 39.10 km² es tierra y 0.16 km² es agua.

## Demografía

### Censo de 2020
Según el censo de 2020, el 93.88% de los habitantes son blancos, el 0,81% son amerindios, el 0.76% son afroamericanos, el 0.62% son asiáticos, el 0.38% son de otras razas y el 3.56% son de una mezcla de razas. Del total de la población, el 2.04% son hispanos o latinos de cualquier raza.

### Censo de 2000
Para el censo de 2000, había 2.460 personas, 1.231 hogares y 833 familias en la ciudad. La densidad de población era 62,6 hab/km². Había 1.976 viviendas para una densidad promedio de 50,3 por kilómetro cuadrado. De la población 98,41% eran blancos, 0,53% afroamericanos, 0,16% amerindios, 0.24% asiáticos y 0,65% de dos o más razas. 0,53% de la población eran hispanos o latinos de cualquier raza.
Se contaron 1.231 hogares, de los cuales 8,9% tenían niños menores de 18 años, 62,0% eran parejas casadas viviendo juntos, 4,3% tenían una mujer como cabeza del hogar sin marido presente y 32,3% eran hogares no familiares. 29,7% de los hogares eran un solo miembro y 21,9% tenían alguien mayor de 65 años viviendo solo. La cantidad de miembros promedio por hogar era de 1,91 y el tamaño promedio de familia era de 2,29.
En la ciudad la población está distribuida en 9,3% menores de 18 años, 2,6% entre 18 y 24, 10,2% entre 25 y 44, 25,3% entre 45 y 64 y 52,6% tenían 65 o más años. La edad media fue 66 años. Por cada 100 mujeres había 82,4 varones. Por cada 100 mujeres mayores de 18 años había 82,0 varones.
El ingreso medio para un hogar en la ciudad fue de $35.089 y el ingreso medio para una familia $42.419. Los hombres tuvieron un ingreso promedio de $30.337 contra $21.625 de las mujeres. El ingreso per cápita de la ciudad fue de $24.900. Cerca de 4,8% de las familias y 7,1% de la población estaban por debajo de la línea de pobreza, 20,1% de los cuales eran menores de 18 años y 3,4% mayores de 65.